# ادیسون دنیسوف

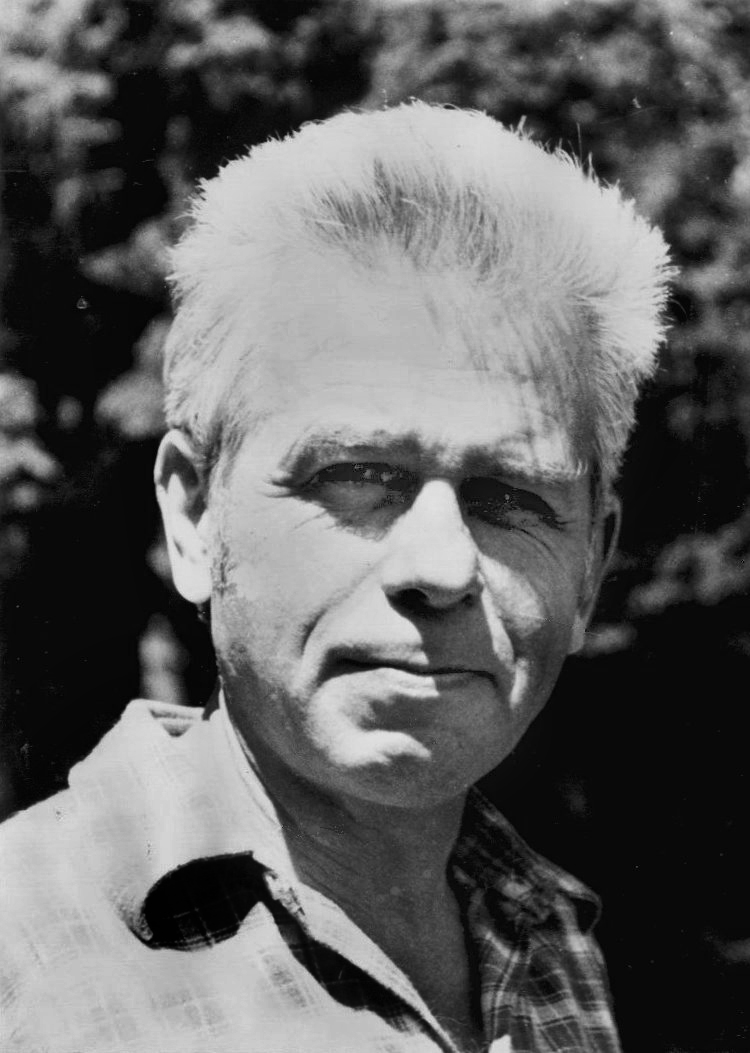
ادیسون دنیسوف

ادیسون واسیلیویچ دنیسوف (به روسی: Эдисо́н Васи́льевич Дени́сов) آهنگساز روس در ۶ آوریل ۱۹۲۹ در تُمسک به دنیا آمد و در ۲۴ نوامبر ۱۹۹۶ در پاریس در گذشت.
آثار وی تحت تأثیر آهنکسازانی قبیل استراوینسکی، دبوسی و بلابارتوک می‌باشد . وی موزیک حرفه‌ای را بعد از اتمام رشته وکالت در سال ۱۹۵۱ آغاز کرد.

## برخی از آثار
- زن و پرنده
- کنسرتو فلوت
- کنسرتو ویولا
- کنسرتو ابوا
- کنسرتو ویلنسل
- سونات کلارینت
- پنجنوازی برای سازهای بادی
- سه نوازی برای فلوت، باسون و پیانو
- کنسرتو برای باسون، ویلنسل و ارکستر
- کنسرتو برای ساکسفون و سازهای ضربی
- آوازهای ایتالیایی برای هورن، فلوت، ویلن و هارپسیکورد

## شنیدن آثار
- deezer
- youtube
- musiquecontemporaine بایگانی‌شده  در ۹ دسامبر ۲۰۲۱ توسط Wayback Machine